# 機場站 (澳門)
機場站（葡萄牙語：Estação do Aeroporto）是澳門輕軌氹仔線的中途站，位於氹仔偉龍馬路。本站為高架車站，2015年底平頂。受輕軌車廠工程嚴重延誤影響，本站延至2019年12月10日投入服務。由車站步行到澳門國際機場，僅需一分鐘。

## 車站

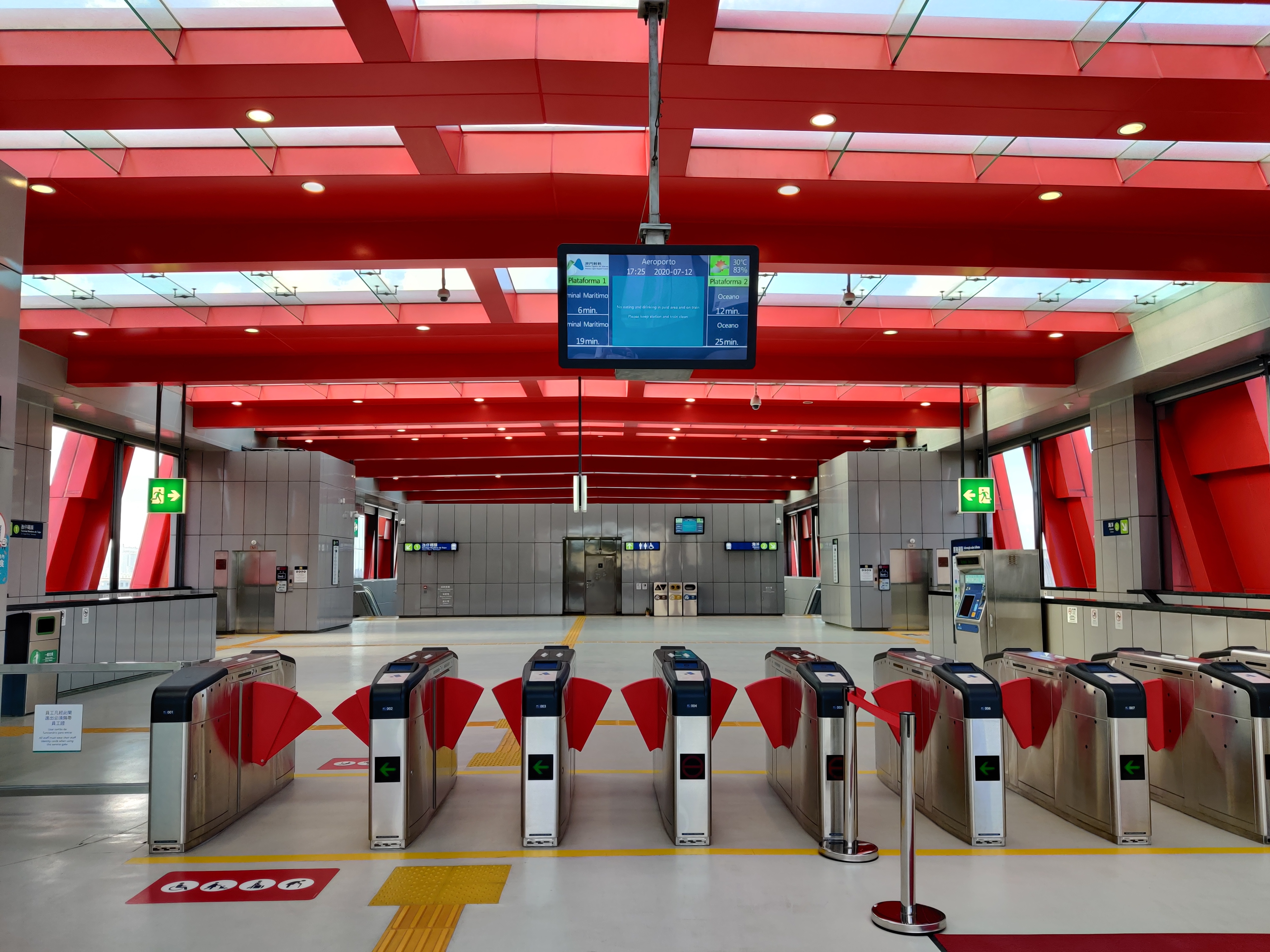
車站大堂

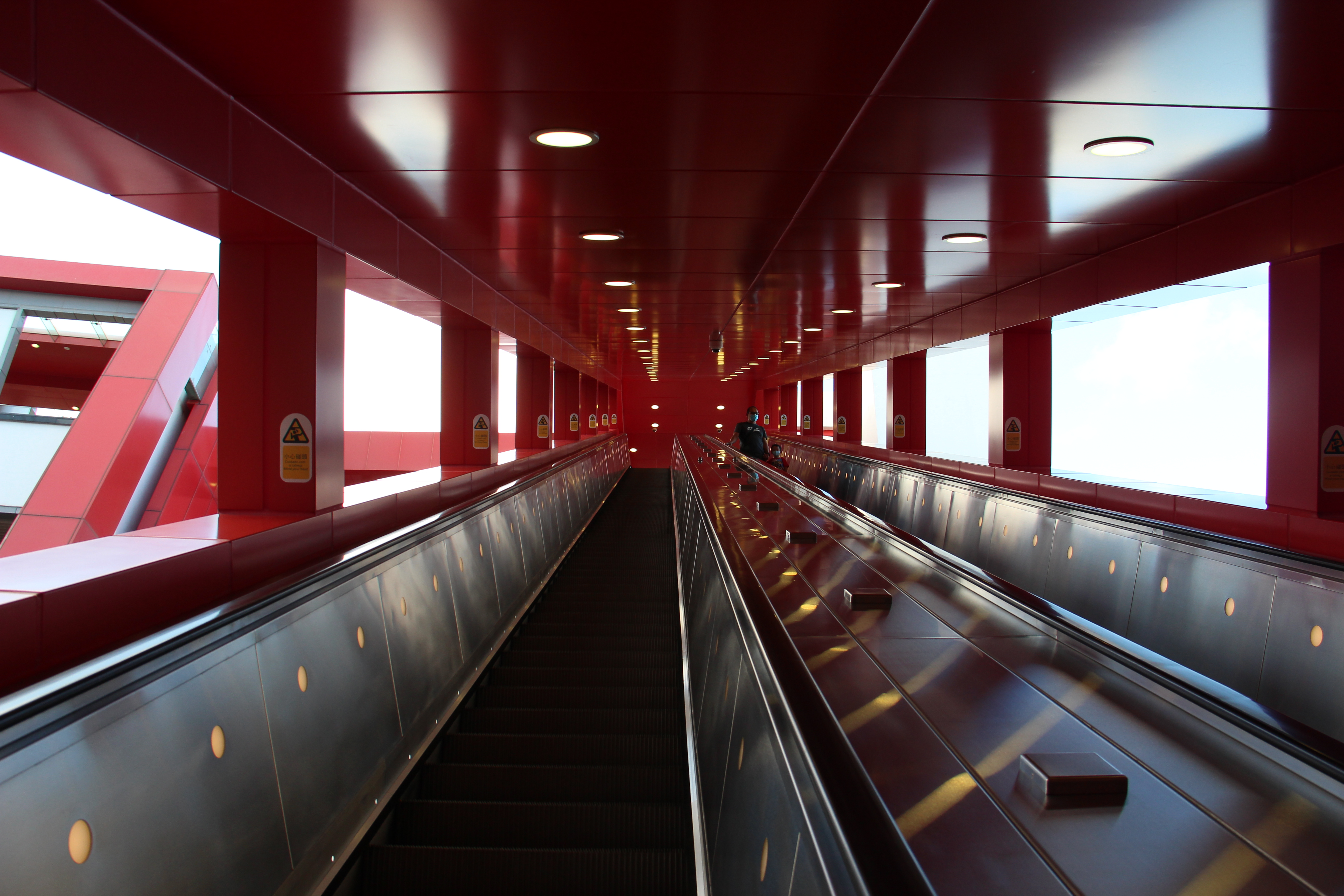
B出口扶手電梯

### 車站樓層
| 地上二層          | 大堂     | 客務中心、自動售票機、洗手間 |   |  |
| 地上二層          | 聯外天橋 | |   |  |
| 地上一層          | 月台     | \| 側式 · 開左邊车门 \| \| \| \| \| \| \| \| 氹仔線往氹仔碼頭（終點站） \| 1 \| \| \| \| 2 \| 氹仔線往媽閣（科大） \| \| \| \| 側式 · 開左邊车门 \| \| \| \| \| |   |  |
| 地面              | 出入口   | |   |  |
| 地下              | 出入口   | B出口往入境層 |   |  |
| 側式 · 開左邊车门 |          | |   |  |
|                   |          | 氹仔線往氹仔碼頭（終點站） | 1 |  |
|                   | 2        | 氹仔線往媽閣（科大） |   |  |
| 側式 · 開左邊车门 |          | |   |  |

### 出入口
車站設有兩個出入口。
| 編號              | 指示方向 | 圖片 | 附近目的地                                                             |
| ----------------- | -------- | ---- | ---------------------------------------------------------------------- |
| A                 | 大潭山   |      | 大潭山郊野公園 澳門會展中心 金皇冠中國大酒店 澳門垃圾焚化中心 雞頸馬路 |
| B                 | 機場     |      | 澳門國際機場 停車場（北側） 停車場（南側） 巴士站 的士站               |
| 註： 設有 \| 設有 |          |      |                                                                        |

## 設計及特色
- 本站以飛機為標誌。
- 本站為首個採用紅色為主色調的車站（另為橫琴站），但與路綫顏色無關。
- 本站為其中一個大堂設於月台之上的車站（另為海洋站、媽閣站和橫琴站）。

## 車站周邊

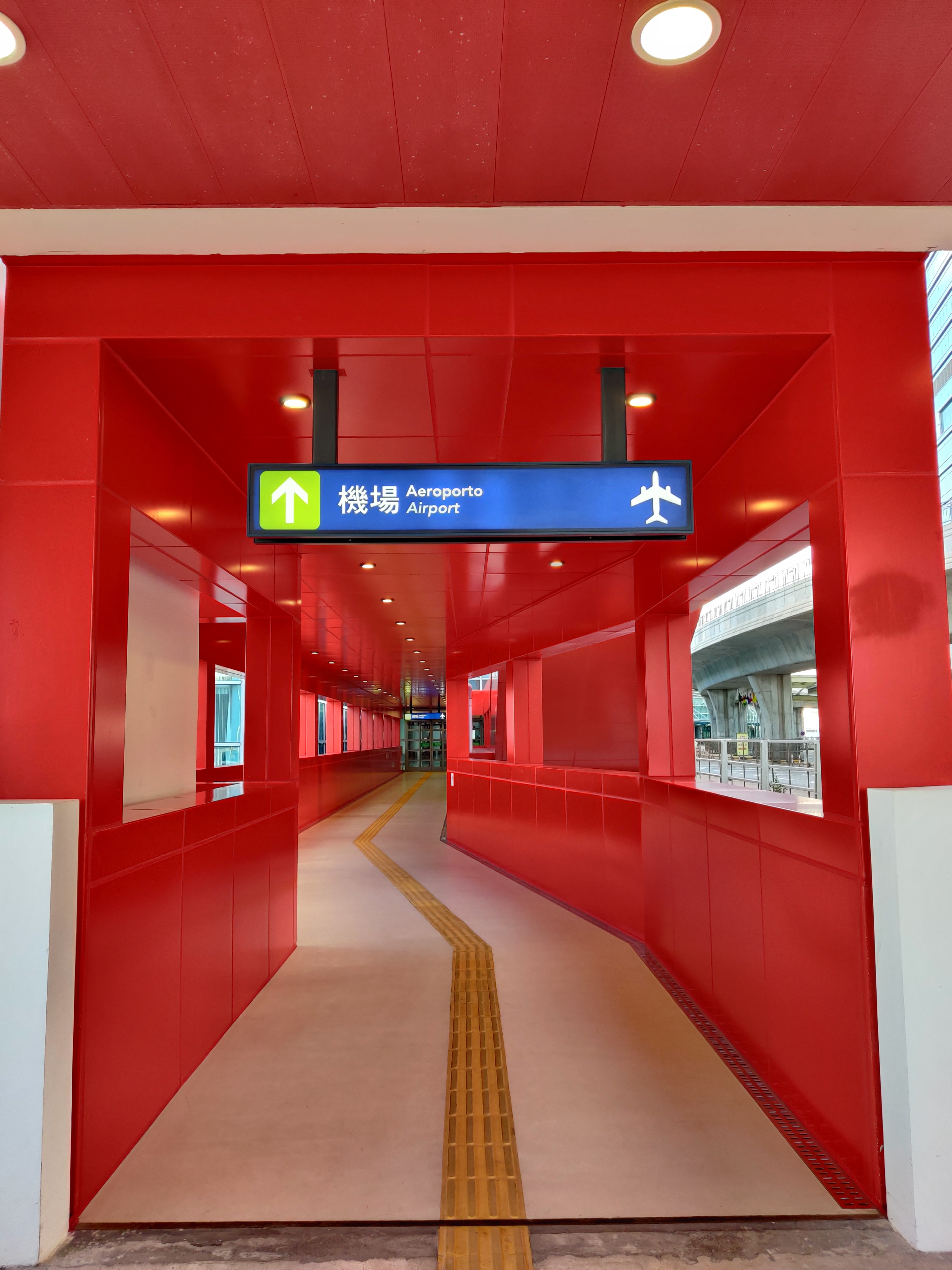
B出口通往機場

半徑500米，由近至遠：
- 澳門國際機場
- 金皇冠中國大酒店
- 澳門會展中心
- 澳門垃圾焚化中心
- 澳門清潔專營有限公司
- 氹仔大潭山郊野公園
- 乘風展翅

## 接駁交通

### 巴士
T356 澳門機場（Aeroporto de Macau）
路線：26、36、51A、51X、AP1、AP1X、MT1、MT4、N2
T411 金皇冠中國大酒店（Hotel China Coroa Douro）
路線：37

### 酒店及娛樂場客運專車
| 起訖點       | 起訖點 | 起訖點                 |
| ------------ | ------ | ---------------------- |
| 澳門國際機場 | ↔      | 美獅美高梅             |
| 澳門國際機場 | ↔      | 澳門銀河               |
| 澳門國際機場 | ↔      | 威尼斯人               |
| 澳門國際機場 | ↔      | 澳門巴黎人／澳門倫敦人 |
| 澳門國際機場 | ↔      | 永利皇宮               |
| 澳門國際機場 | ↔      | 上葡京                 |
| 澳門國際機場 | ↔      | 澳門葡京人             |

## 歷史
2011年1月，負責輕軌主體工程設計的公司表示，本站設計與其他車站將有所不同。
2011年11月9日，「C370-輕軌一期氹仔口岸段建造工程」公開招標競投。承攬項目為輕軌一期氹仔口岸段建造工程，即由體育館大馬路的尾段至北安大馬路之間的一段輕軌高架行車天橋及車站。施工地點由體育館大馬路尾段起，至北安大馬路北面的發展區域，及前往出入境事務大樓的臨時圓形地等地段之間的輕軌高架行車天橋，以及本站與另外兩站（科大站及氹仔碼頭站）的建造，工程最長施工期為1044天。 
2012年6月13日，輕軌一期「路氹城段建造工程」及「氹仔口岸段建造工程」舉行動土儀式，本站興建工程亦同步展開。
2014年6月30日，本站開展建設工作。
2014年7月8日，為配合本站興建，連接澳門國際機場與金皇冠中國大酒店的行人天橋安排拆卸。首階段工作主要集中拆除行人天橋內的設施，例如地台及混凝土物料。其間，澳門國際機場對出行車天橋將局部收窄為兩線行車。施工單位會將天橋分成3段進行切割並逐一拆卸吊走，為行車安全起見，上述工序會安排在夜間進行，屆時，國際機場對出行車天橋會實施臨時封閉交通，所有往路氹公路圓形地方向的車輛須取道偉龍馬路下行車道。
2014年9月22日，連接澳門國際機場及金皇冠中國大酒店的行人天橋拆卸工程提前完成，施工單位並隨即重新開放偉龍馬路行車天橋的交通，以減低對公眾的影響。 
2015年8月下旬，本站的混凝土建設陸續完成，站體外的鋼結構安裝工序亦隨即展開。而車站鋼結構的吊運亦開展。
2016年6月，本站開展行人天橋的樁基礎及結構施工。
2016年9月下旬至10月中下旬，本站開展行人天橋吊裝工程，澳門國際機場對出行車天橋於晚間非繁忙時段封閉。
2016年11月下旬，本站開展吊裝行人天橋的扶手電梯工作，考慮到吊裝時需佔用機場對出行車天橋，而天橋日間的交通流量大，運輸基建辦公室與交通事務局經協調後，吊裝工序安排於晚間非繁忙時段進行，期間澳門國際機場對出行車天橋會臨時封閉，禁止車輛通行，所有由北安圓形地前往科技大學方向的車輛須取道偉龍馬路下行車道行駛，而行車天橋日間則恢復行車。
2019年12月10日，氹仔線通車，本站正式啟用。

## 工程相片

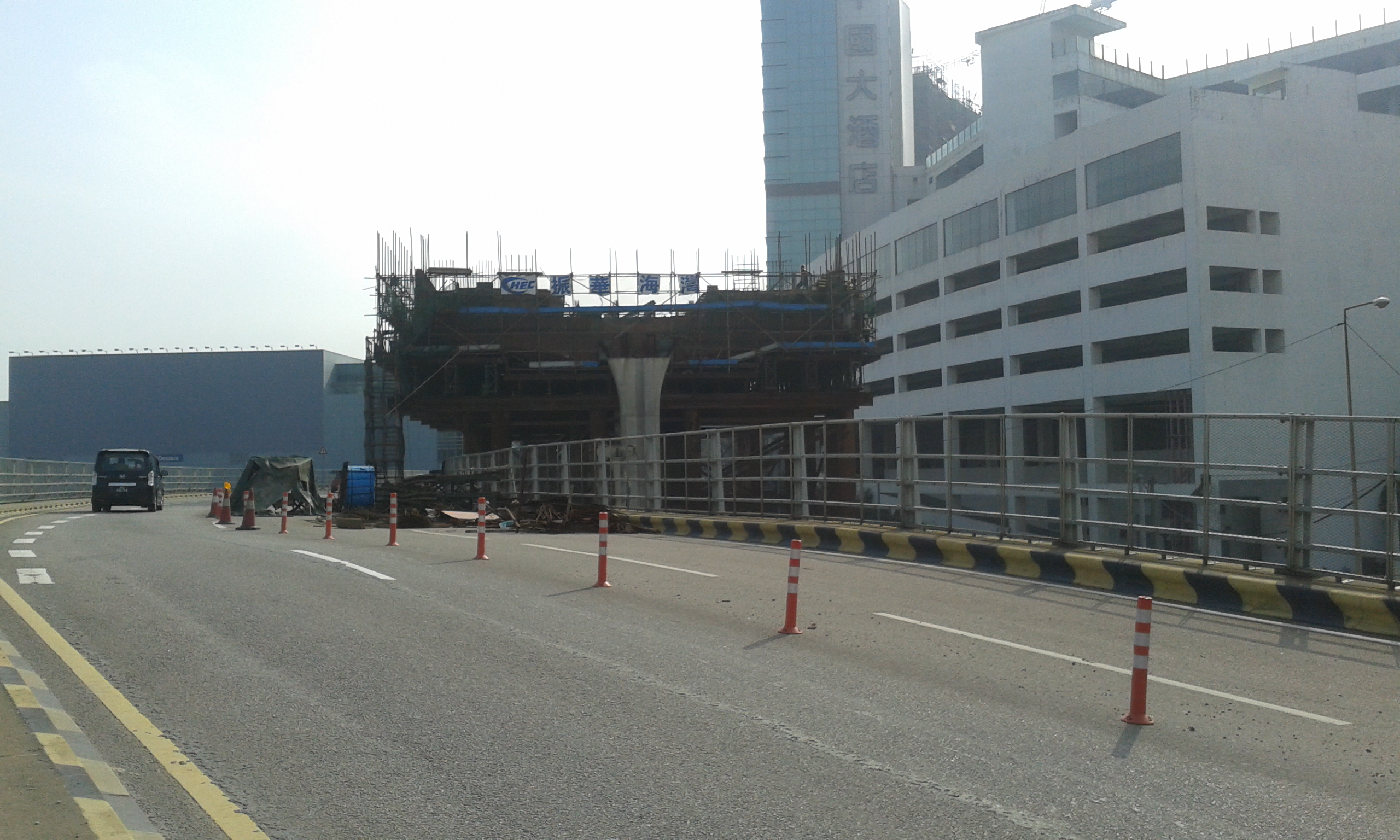
2015年2月
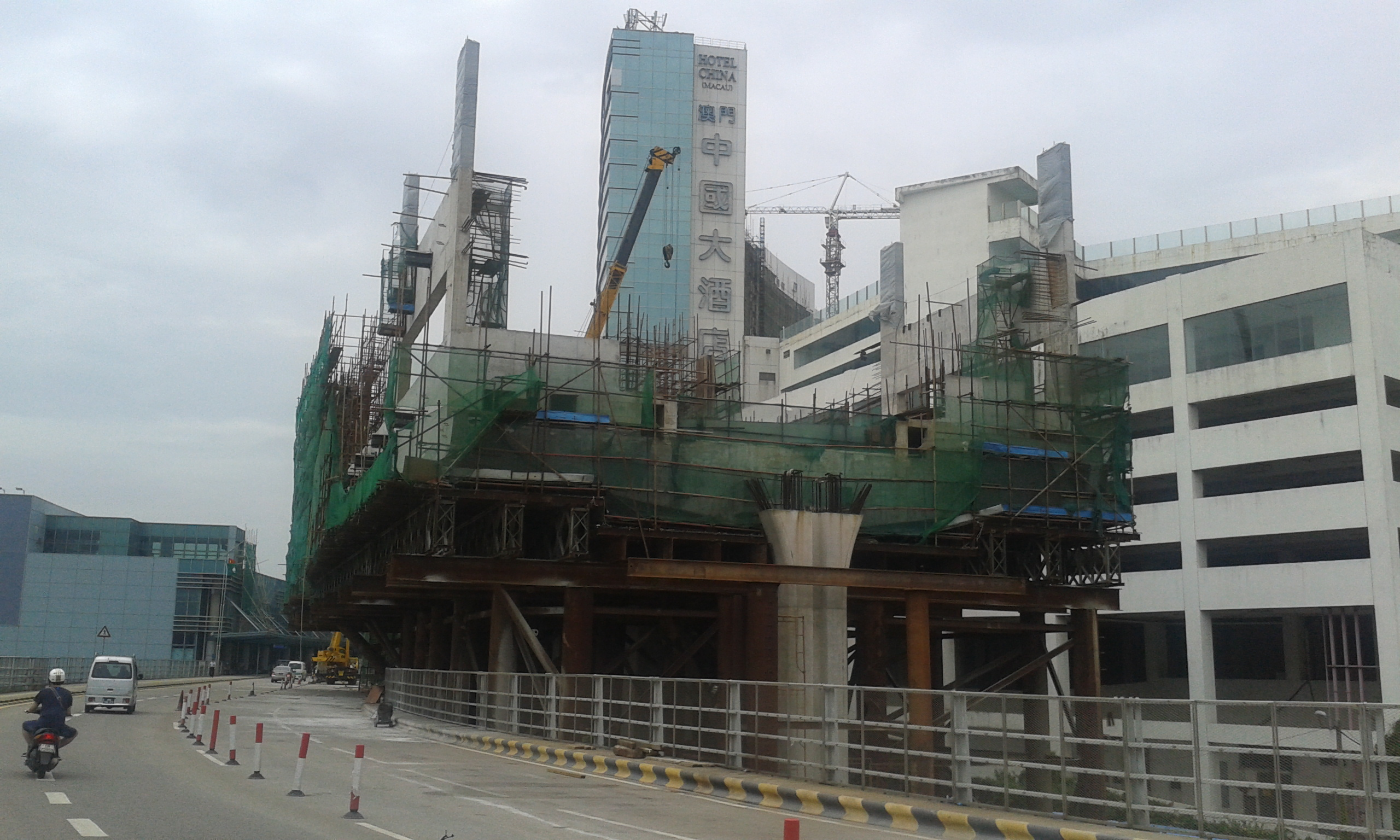
2015年7月
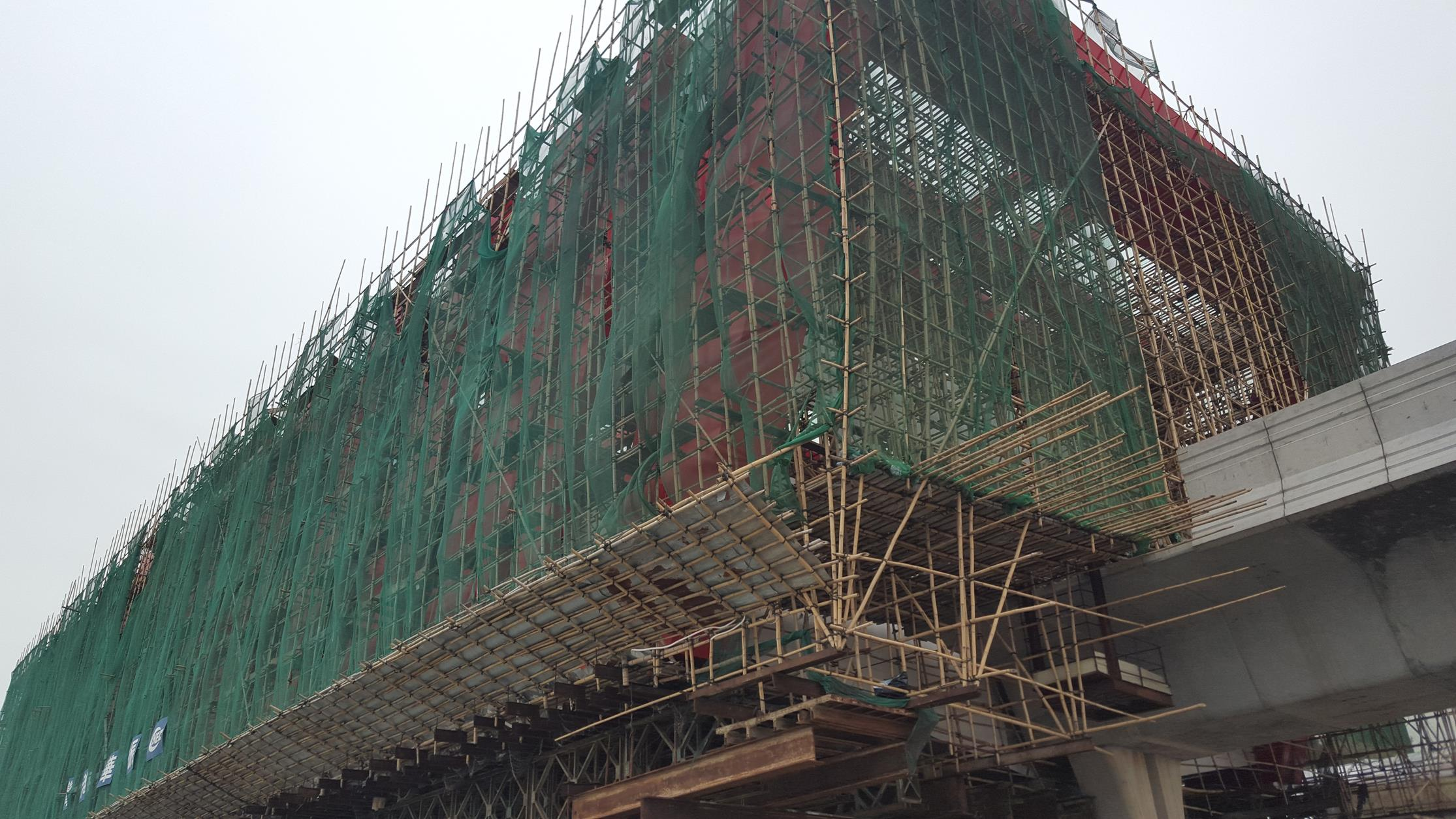
2016年2月

## 外部連結
- 澳門輕軌股份有限公司官方網站 （页面存档备份，存于）